# ГЕС Вау-і-Дежес
ГЕС Вау-і-Дежес — гідроелектростанція в Албанії, перша за часом спорудження у складі каскаду на річці Дрин. Розташована між електростанціями Коман (вище по течії) та Ашта.
У ході будівництва, яке велось з 1967 по 1971 рік, Дрин перегородили земляною греблею (точніше, двома греблями обабіч гори-острова) з максимальною висотою 46 метрів. Створене греблею штучне озеро, витягнуте у гірській ущелині, має площу поверхні 25 км2 та об'єм 560 м3.
Машинний зал обладнаний п'ятьма гідроагрегатами із турбінами типу Френсіс потужністю по 50 МВт, введеними в дію з 1970 по 1975 рік. Враховуючи, що в період спорудження албанська комуністична диктатура перебувала в конфлікті з СРСР і товаришувала з Китаєм, на станції встановлено обладнання китайського виробництва — турбіни та генератори Dongfang.